# چپچ کرولفسکی
چپچ کرولفسکی (به لاتین: Trzebcz Królewski) یک سکونتگاه مسکونی در لهستان است که در Gmina Kijewo Królewskie واقع شده‌است.